# Лягушачий город 2
Лягушачий город 2 (англ. Return to Frogtown) — "Фильм категории B" 1993 года, снятый Дональдом Дж. Джексоном. Это продолжение культового фильма 1988 года "Переполох в городе жаб" Как и его предшественник, действие фильма происходит в пост-апокалиптическом будущем, в котором люди-лягушки-мутанты воюют с человечеством.

## Сюжет
Действия в фильме происходят через несколько лет после событий первого фильма. Капитан Делано отправляет Сэма Хелла снова проникнуть в лягушачий город , чтобы спасти техасского ракетного рейнджера Джона Джонса, который совершил аварийную посадку. Что может быть прямой отсылкой к его славе "Невероятного Халка", Джонс — ничего не подозревающий подопытный, которого модифицировали и превратили в человека-лягушку, придав ему сверхчеловеческую силу. Тесты проводят профессор Танзер и медсестра Клорис. Это часть более крупного заговора Злой Звезды Фрогмейстера по превращению всех людей в водолазов. Ад должен отправиться в резервацию мутантов лягушачего города в отчаянной попытке остановить запланированную мутацию. 

## Актерский состав
- Роберт З’Дар — Сэм Хэлл
- Дениса Дафф[англ.] — доктор Спрэнгал
- Лу Ферриньо — рейнджер Джон Джонсон